# برايس ميتشل
برايس ميتشل (بالإنجليزية: Bryce Mitchell؛ مواليد 4 أكتوبر 1994) هو مُقاتل فنون قتالية مختلطة أمريكي.

## وصلات خارجية
- برايس ميتشل على موقع يو إف سي (الإنجليزية)
- برايس ميتشل على موقع شيردوغ (الإنجليزية)
- برايس ميتشل على موقع Tapology.com (الإنجليزية)
- برايس ميتشل على موقع IMDb (الإنجليزية)